# Wolf Ash
Wolf Ash（ウルフアッシュ）はKKベストセラーズが刊行していた渋谷系ファッション雑誌。コンセプトは「みんながモデルになれる」。

## 概要
street Jackの増刊として、2008年11月14日に創刊号が刊行された。
2009年1月26日に第2号が刊行。2009年3月26日の第3号で休刊となった。

## 主な掲載ブランド
- FUGA
- JACKROSE
- Buffalo Bobs
- VANQUISH
- Roi Franc
- eight by
- PLATIVE
- Daisy
- Casva
- Diavlo